# Верхопуйський
Верхопуйський (рос. Верхопуйский) — селище в Вельському районі Архангельської області Російської Федерації.
Населення становить 394 особи. Входить до складу муніципального утворення Тегринське муніципальне утворення.

## Історія
Від 1937 року належить до Архангельської області.
Від 2004 року належить до муніципального утворення Тегринське муніципальне утворення.

## Населення
| 2002 | 2010 | 2012 | 2014 |
| ---- | ---- | ---- | ---- |
| 470  | ↘281 | ↗394 | →394 |